# Rolando Uríos
Rolando Uríos Fonseca (Bayamo, Kuba, 27. siječnja 1971.) je bivši španjolski rukometaš. Igrao je na mjestu kružnog napadača. Bivši je kubanski i španjolski reprezentativac. Igrao je za nekoliko klubova: mađarski Fotex, francuski Ivry i španjolski Ciudad Real. U 2009. se ostavio aktivnog igranja rukometa. Osvajač je brojnih klupskih naslova.
Igrajući za Kubu je osvojio zlato na Panameričkim igrama 1989., 1991., 1993., 1995. i 1998. 
Igrajući za Španjolsku je osvojio zlato na SP 2005. i Mediteranskim igrama 2005. i srebro na EP 2006. godine. 
Proglašen je najboljim kružnim napadačem u ligi ASOBAL 2004./2005., 2005./2006. i 2006./2007.

## Vanjske poveznice
- Karriereende für Rolando Uríos[neaktivna poveznica]